# Elizabeth (película)
Elizabeth es una película de 1998, ganadora de un Óscar y basada en los primeros años del reinado de Isabel I de Inglaterra. Fue escrita por Michael Hirst y dirigida por Shekhar Kapur. Sus principales protagonistas son: Cate Blanchett, Geoffrey Rush, Joseph Fiennes, Christopher Eccleston, Vincent Cassel y Richard Attenborough; aunque entre el resto de actores secundarios también hay algunos conocidos, así, cabe destacar las intervenciones de: Lily Allen como una dama de compañía, Éric Cantona como embajador francés, y Daniel Craig como un miembro del Vaticano. Cabe mencionar que, además, esta fue la última cinta donde trabajó el aclamado actor británico John Gielgud.
Su estreno mundial tuvo lugar el 8 de septiembre de 1998 en el Festival Internacional de Cine de Venecia después de sólo 45 días de rodaje. A partir de este momento, se fue mostrando en los distintos festivales que se celebraron aquel otoño, como el de Toronto, consiguiendo críticas muy favorables. Con estas buenas referencias, su estreno en los cines se convirtió en un éxito completo llegando a obtener unos ingresos totales de 82 millones de dólares y sorprendiendo a sus propios productores.
Su secuela, Elizabeth: La edad de oro, fue filmada 10 años más tarde, en 2007.

## Argumento
Año 1558: la reina de Inglaterra, María, ferviente defensora de la religión católica, fallece dejando el trono a su hermana paterna Elizabeth, educada en el protestantismo. La película muestra como Elizabeth, ahora reina, es perseguida por distintos pretendientes, como el mismo duque de Anjou, futuro rey Enrique III de Francia, y animada a casarse para asegurar su posición. Mientras tanto, sin embargo, tiene una aventura secreta, pero larvada con el amor de su vida, Robert Dudley, primer conde de Leicester. Una aventura que, muy a su pesar, no se mantiene tan en secreto como ella quisiera ya que William Cecil, primer barón de Burghley, basándose en la idea de que un monarca no puede tener vida privada, es informado en todo momento de su relación.
Al mismo tiempo, Elizabeth debe legitimarse en el poder haciendo frente a las diversas conspiraciones y traiciones contra su figura, entre las cuales se incluyen la de su propio primo, Thomas Howard, IV duque de Norfolk, un prominente noble católico en la corte inglesa que busca su derrocamiento o su muerte para reclamar la corona para él mismo, y la de María de Guisa, regente de Escocia quien se alía con Francia para atacar a las fuerzas inglesas en Escocia. Al final de la cinta, el duque y todos sus cómplices son ejecutados por traición y María asesinada por el consejero de la reina, Francis Walsingham.
En este contexto es cuando Elizabeth descubre, por palabras de un Cecil enfurecido, que Dudley ya estaba casado sin conocimiento de Elizabeth. Tal y como se detalla en su secuela, esta decepción fue la causa de su cambio de comportamiento. Considerando que una relación con un hombre le daba a este mucho poder sobre ella, Elizabeth decidió negarse cualquier tipo de affaire y dedicarse plenamente a su nación. La dulce y romántica muchacha que sale al principio de la película se convierte, pues, en una rígida e intimidadora monarca. Una reina que gobernó y llegó a dominar a los hombres que la rodeaban, capaz de enfrentarse a un Parlamento recalcitrante con sus reformas políticas y de ordenar la ejecución de los enemigos de la Corona. Una transformación que se presenta como el tema central de la historia.
La película acaba con Elizabeth asumiendo la imagen de Reina Virgen y marcando así el inicio de la Edad de Oro de Inglaterra. También fue llamada Reina Guerrera.

## Precisión histórica
El guion se toma varias libertades históricas. Entre ellas:
- El verdadero Robert Dudley no la traicionó, sino que se mantuvo fiel a Isabel hasta su muerte.
- De forma parecida, la película da a entender que Dudley se convirtió al catolicismo cuando, en la práctica, era un protestante incondicional (de aquel estilo que más tarde se llamaría puritano). Por lo tanto, su conversión era imposible.
- Ashley Kat está retratada como si tuviera la misma edad que Isabel cuando, de hecho, era bastante mayor y llegó a ser su institutriz.
- En la película, Isabel sabe por William Cecil que Dudley se ha casado, hecho por el cual ella se siente traicionada. En realidad Isabel estuvo informada en todo momento de la boda con su primera mujer, Amy Robsart. La boda de la cual no tuvo constancia fue la de Dudley con su segunda mujer, su prima, Lettice Knollys; hay rumores que apuntan a la posibilidad de que se enfadara con ellos cuando descubrió la verdad. A pesar de todo, este suceso tuvo lugar años después de la época que se refleja en la película.
- Según la cinta, Isabel fue pretendida por el duque de Anjou. No obstante, ambos no tuvieron nunca este tipo de relación en la vida real ya que la verdadera propuesta de boda vino por parte del hermano más joven del monarca, Francisco de Anjou. Este, incluso, viajó a Inglaterra para hacer de la propuesta un proyecto serio. La boda, evidentemente, nunca se llegó a celebrar. Pero, tampoco ninguno de los dos, ni Enrique ni Francisco, fueron a Escocia para encontrarse con María de Guisa que murió algunos años antes que esta propuesta se confirmara.
- Al contrario de lo que se muestra en la película, William Cecil no era un hombre de edad avanzada[1] cuando Isabel empezó a reinar. De hecho, ni tan siquiera superaba los 40 años de edad. Ni tampoco fue despedido por la joven Reina. Se mantuvo como uno de sus más leales consejeros hasta su muerte, poco tiempo antes que la de ella. En el mismo sentido, Francis Walsingham solo tenía una veintena de años cuando Isabel fue coronada y, por tanto, no podía ser el hombre de mediana edad que escenifica Geoffrey Rush.
- La conspiración cinematográfica del duque de Norfolk compacta varios acontecimientos en uno de solo. En la película, el duque es detenido y sentenciado a muerte por el intento de suplantar a Isabel y casarse con María I de Escocia, para reforzar su pretensión al trono. Históricamente sin embargo, Norfolk fue arrestado en 1569 por intentar casarse con María sin el permiso real (aunque finalmente fue liberado). Fue más tarde, en 1572, cuando se vio involucrado en un plan completamente diferente, dirigido a colocar a María de Escocia en el trono, hecho por el cual fue juzgado y ejecutado.
- No existe ninguna evidencia para afirmar que Francis Walsingham estaba implicado en la muerte de María de Guisa (murió de un edema). Además, su muerte tuvo lugar durante el primer año de reinado de Isabel mientras que muchos otros acontecimientos de la película ocurrieron más tarde.
- Tal y como se enfatiza en las escenas de la película, el personaje de Isabel tiene los ojos azules ya que estos son los ojos naturales de Cate Blanchett y debido a cierta sensibilidad ocular no pudo utilizar lentes de color. No obstante ello, de todos es conocido que la verdadera reina Isabel heredó los ojos de color ámbar de su madre, Ana Bolena, y el brillante cabello pelirrojo de su padre, Enrique VIII.
- La España de Felipe II, potencia hegemónica de la época, contaba con una amplia red de espías dentro de la Corte de Isabel. Uno de sus objetivos era descubrir cualquier evidencia sobre la vida sexual y amorosa de la Reina. De aquí se deduce que la virginidad de Isabel sea uno de los hechos más probados e indiscutibles de la historia.
- El obispo Stephen Gardiner murió antes que Isabel ocupara el trono. Por lo tanto, no pudo tener ningún tipo de papel en la conspiración para asesinar a la Reina.

## Reparto
Actores y personajes:
- Cate Blanchett como Isabel I de Inglaterra.
- Geoffrey Rush como Francis Walsingham.
- Christopher Eccleston como Thomas Howard, 4.º duque de Norfolk.
- Joseph Fiennes como Robert Dudley, 1.er conde de Leicester.
- Kathy Burke como María I de Inglaterra.
- George Yiasoumi como Felipe II de España.
- Emily Mortimer como Kat Ashley.
- Edward Hardwicke como Henry FitzAlan, 19.º conde de Arundel.
- Daniel Craig como John Ballard.
- James Frain como Álvaro de la Quadra.
- Kelly Macdonald como Isabel Knollys.
- Angus Deayton como Waad, Canciller del Exchequer.
- Wayne Sleep como el tutor de danza.
- Richard Attenborough como William Cecil, 1.er barón de Burghley.
- Jeremy Irons como Eldor Chanoble.
- John Gielgud como Papa Pio V.
- Fanny Ardant como María de Guisa.
- Vincent Cassel como Enrique, duque de Anjou (antes de convertirse en Enrique III de Francia).
- Éric Cantona como Monsieur de Foix.

## Premios
Después de más de un año en cartelera, Elizabeth obtuvo 29 premios y más de 30 nominaciones. De todos ellos, los más destacados son los siguientes:

### Óscar
| Año  | Categoría                 | Persona                                  | Resultado |
| ---- | ------------------------- | ---------------------------------------- | --------- |
| 1998 | Mejor película            | Mejor película                           | Nominada  |
| 1998 | Mejor actriz              | Cate Blanchett                           | Nominada  |
| 1998 | Mejor banda sonora        | David Hirschfelder                       | Nominado  |
| 1998 | Mejor fotografía          | Remi Adefarasin                          | Nominado  |
| 1998 | Mejor diseño de vestuario | Deborah Lynn Scott                       | Nominada  |
| 1998 | Mejor dirección de arte   | Peter Lamont Michael Ford Michael Foster | Nominados |
| 1998 | Mejor maquillaje          | Jenny Shircore                           | Ganadora  |

### Globos de Oro
| Año  | Categoría                              | Persona        | Resultado |
| ---- | -------------------------------------- | -------------- | --------- |
| 1999 | Globo de Oro a la mejor actriz - Drama | Cate Blanchett | Ganadora  |

### BAFTA
Entregados el 11 de febrero de 1999.
| Año  | Categoría                              | Persona                             | Resultado |
| ---- | -------------------------------------- | ----------------------------------- | --------- |
| 1998 | BAFTA a la mejor película británica    | BAFTA a la mejor película británica | Ganadora  |
| 1998 | BAFTA a la mejor actriz                | Cate Blanchett                      | Ganadora  |
| 1998 | BAFTA al mejor actor de reparto        | Geoffrey Rush                       | Ganador   |
| 1998 | BAFTA a la mejor fotografía            | Remi Adefarasin                     | Ganadora  |
| 1998 | BAFTA a la mejor música                | David Hirschfelder                  | Ganador   |
| 1998 | BAFTA al mejor maquillaje y peluquería | Jenny Shircore                      | Ganadora  |